# Theridion kobrooricum
Theridion kobrooricum là một loài nhện trong họ Theridiidae.
Loài này thuộc chi Theridion. Theridion kobrooricum được Embrik Strand miêu tả năm 1911.